# Tułdun
Tułdun (ros. Тулдун) – osiedle w Rosji, w Buriacji, w rejonie jerawnińskim. W 2010 liczyło 556 mieszkańców.